# San Marino na Letnich Igrzyskach Olimpijskich 2012
San Marino na Letnich Igrzyskach Olimpijskich 2012, które odbyły się w Londynie, reprezentowało 4 zawodników
Był to trzynasty start reprezentacji San Marino na letnich igrzyskach olimpijskich.

## Reprezentanci

### Lekkoatletyka
Kobiety
| Zawodniczka      | Konkurencja | Runda 1  | Runda 1 | Runda 2  | Runda 2 | Półfinał | Półfinał | Finał    | Finał   |
| Zawodniczka      | Konkurencja | Rezultat | Pozycja | Rezultat | Pozycja | Rezultat | Pozycja  | Rezultat | Pozycja |
| ---------------- | ----------- | -------- | ------- | -------- | ------- | -------- | -------- | -------- | ------- |
| Martina Pretelli | 100m        | 12,41    | 3.      | NQ       | NQ      | NQ       | NQ       | NQ       | NQ      |

### Łucznictwo
Mężczyźni
| Zawodnik       | Konkurencja   | Runda rankingowa | Runda rankingowa | 1/32               | 1/16             | 1/8              | Ćwierćfinały     | Półfinały        | Finał            | Finał   |
| Zawodnik       | Konkurencja   | Wynik            | Rozstawienie     | Przeciwnik Wynik   | Przeciwnik Wynik | Przeciwnik Wynik | Przeciwnik Wynik | Przeciwnik Wynik | Przeciwnik Wynik | Pozycja |
| -------------- | ------------- | ---------------- | ---------------- | ------------------ | ---------------- | ---------------- | ---------------- | ---------------- | ---------------- | ------- |
| Emanuele Guidi | Indywidualnie | 589              | 64.              | Im Dong-hyun P 0–6 | NQ               | NQ               | NQ               | NQ               | NQ               | NQ      |

### Strzelectwo
Kobiety
| Zawodnik           | Konkurencja | Kwalifikacje | Kwalifikacje | Finał    | Finał   |
| Zawodnik           | Konkurencja | Wynik        | Pozycja      | Wynik    | Pozycja |
| ------------------ | ----------- | ------------ | ------------ | -------- | ------- |
| Alessandra Perilli | trap        | 71           | 5.           | 93 S/O 1 | 4.      |

### Pływanie
Kobiety
| Zawodniczka | Konkurencja    | Eliminacje | Eliminacje | Półfinał | Półfinał | Finał | Finał   |
| Zawodniczka | Konkurencja    | Czas       | Miejsce    | Czas     | Miejsce  | Czas  | Miejsce |
| ----------- | -------------- | ---------- | ---------- | -------- | -------- | ----- | ------- |
| Clelia Tini | 100 m dowolnym | 58,29      | 38.        | NQ       | NQ       | NQ    | NQ      |